# Rezerwat przyrody Grąd w Średniej Wsi
Rezerwat przyrody Grąd w Średniej Wsi – rezerwat przyrody znajdujący się na terenie gminy Lesko, w powiecie leskim, w województwie podkarpackim; zajmuje powierzchnię jednej miejscowości – Średniej Wsi za rzeką San.
numer według rejestru wojewódzkiego – 84
powierzchnia według aktu powołującego – 58,19 ha
dokument powołujący – Dz. Urz. Woj. Podkarpackiego 03.83.1464
rodzaj rezerwatu – leśny
przedmiot ochrony (według aktu powołującego) – fragmenty subkontynentalnego grądu Tilio-Carpinetum o wysokim stopniu naturalności, występującego w piętrze pogórza; cenne wiekowo oddziały leśne – żyzny las lipowo-grabowy domieszką dębu, wiązu i brzozy w wieku ponad 100 lat oraz sosny datowanej na ok. 130 lat.